# 愛民頓輕鐵
，是加拿大亞伯達省愛民頓的輕鐵系統，現時由三條路線所構成，分別為首都線、都會線和河谷線。系統由愛德蒙頓運輸服務營運，於ETS的公共交通網絡中被編為501號路線。
系統現時以一列兩卡車廂的編制行駛，繁忙時間班距為5分鐘；機電系統提升工程於2011年完成後，列車編制則改為一列四卡車廂以迎合乘客需求。截至2018年，它在北美最繁忙的輕軌交通系統中排名第七，工作日每日乘客量超過113,000人次。

## 歷史

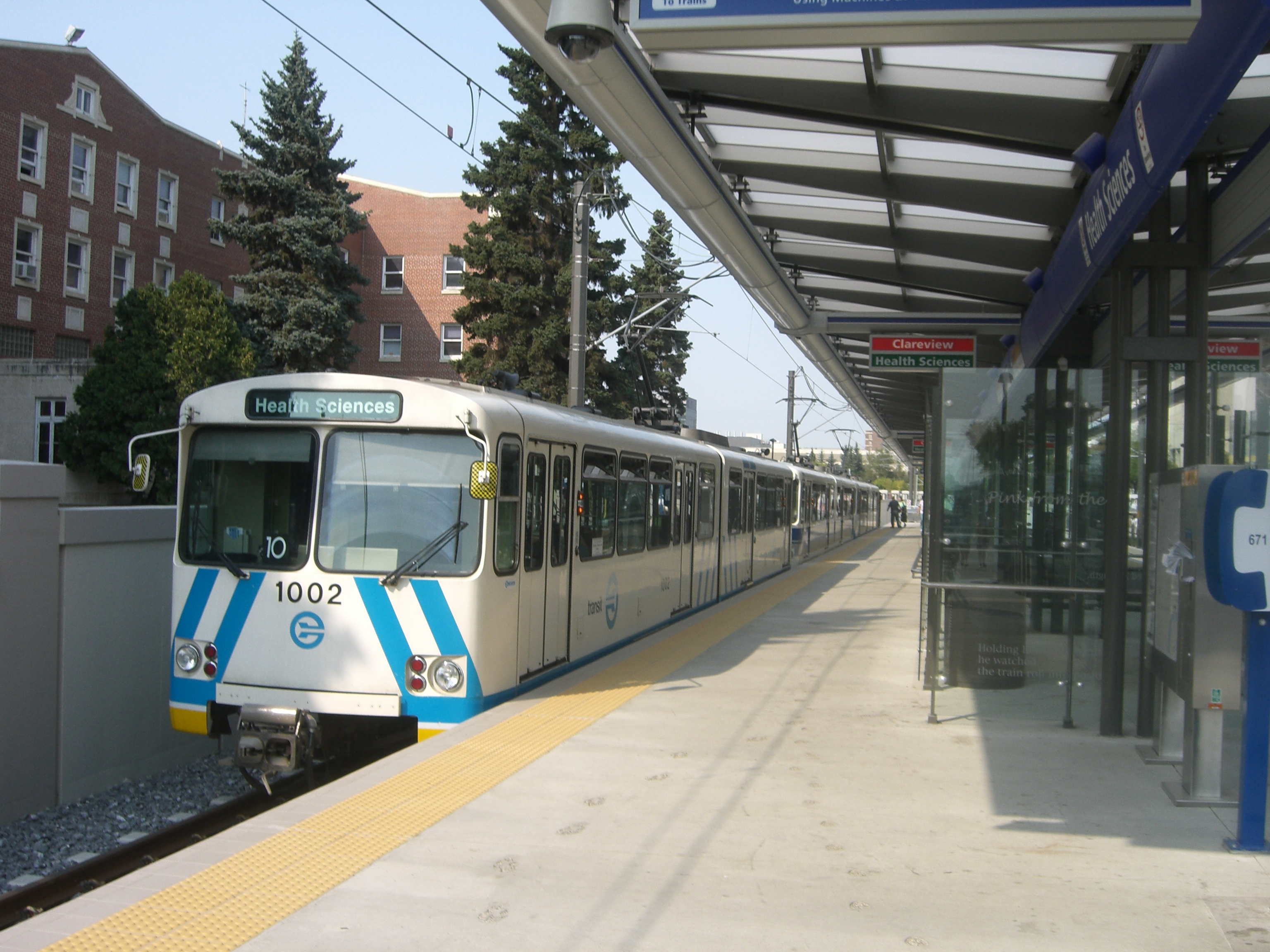
停靠在醫學中心/禧年站的U2輕軌電車

愛民頓輕鐵於1974年動工，首期路段於1978年4月22日通車，趕及於1978年英聯邦運動會開幕前啓用。愛民頓於1974年的都會區人口只有約44萬，令該市成為北美首座都會區人口不足100萬的修築現代輕鐵系統的城市。首期路段有6.9公里長，從巴福德爾站起沿加拿大國家鐵路的走線通往競技場站和體育館站，再經地下隧道前往市中心的邱吉爾站和中央站。
輕鐵的東北端終點站於1981年4月26日從巴福德爾站伸延2.2公里至克萊爾維尤站，南端終點站則於1983年6月沿地底經哈德遜灣中心站延至花冠站，再於1989年9月延至行政中心站。輕鐵線往後再陸續向南伸延：
- 1992年8月23日經達德利·布萊爾·孟席斯橋橫越北薩斯喀徹溫河延至亞伯達大學站；
- 2006年1月1日延至醫學中心/禧年站；
- 2009年4月26日經麥克爾南/貝爾格拉維亞站延至南校區/愛德蒙頓堡公園站；
- 2010年4月24日經南門站延至目前的南端終點站世紀公園站[5]。

## 路網

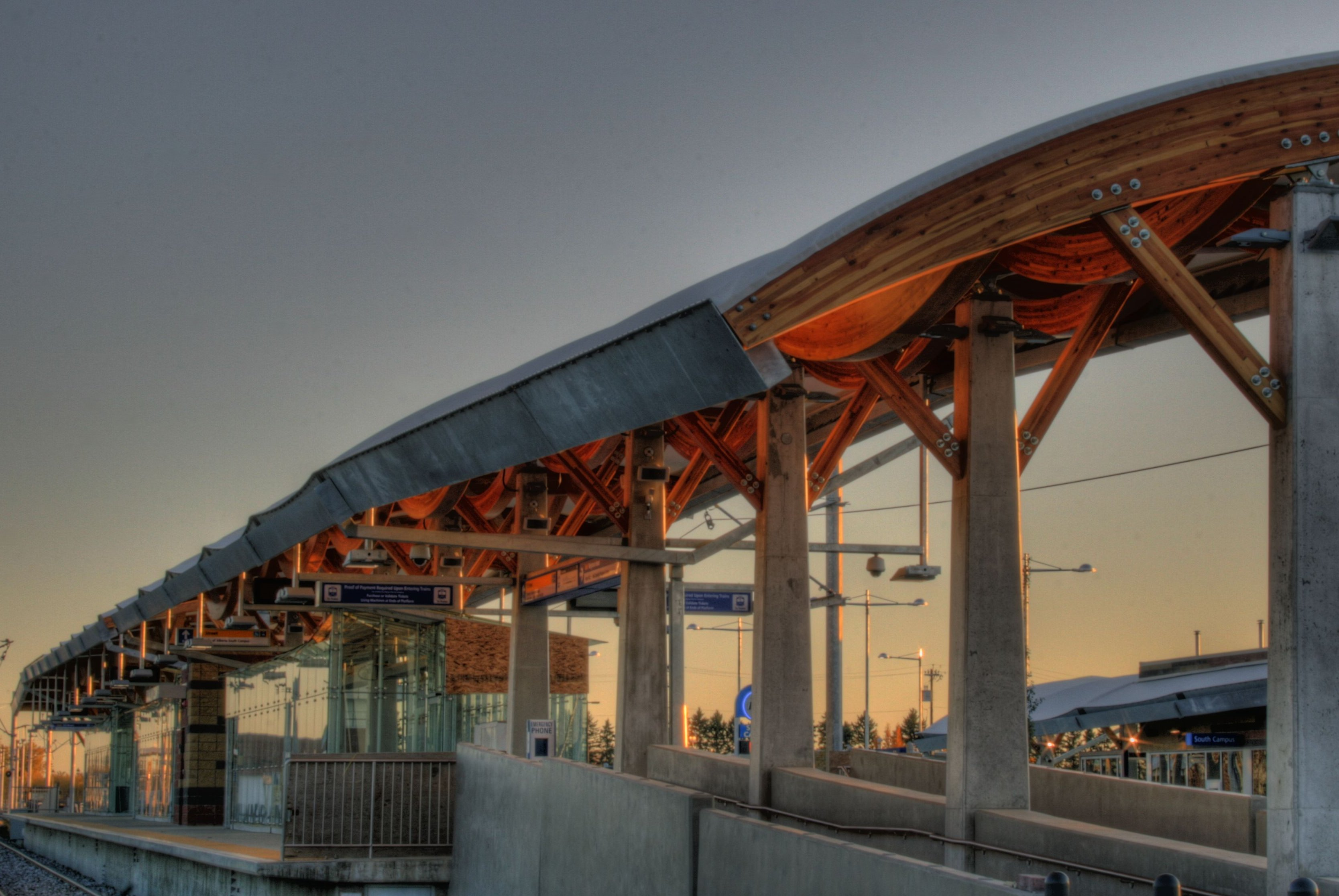
位於亞伯達大學南校園的輕鐵車站

### 路線

#### 現今路線
在輕軌線路開通之前，該市舉行了命名競賽，以確定現有和未來的5條輕軌線路的名稱。2013年1月31日，該市公佈了名稱：首都線、都會線、河谷線、能源線（Energy Line）和節慶線（Festival Line）。
| 路線 | 路線 | 路線   | 起訖點             | 起訖點          | 車站總數              | 路線長度        |
| ---- | ---- | ------ | ------------------ | --------------- | --------------------- | --------------- |
|      | 501  | 首都線 | 克萊爾維尤站       | 世紀公園站      | 15                    | 21 km（13 mi）  |
|      | 502  | 都會線 | 北亞伯達理工學院站 | 醫學中心/禧年站 | 10（7站與首都線共有） | 8 km（5 mi）    |
|      | 503  | 河谷線 | 102大街站          | 米爾伍茲站      | 12                    | 13.1 km（8 mi） |

#### 未來展望
| 路線 | 路線   | 起迄站                            | 起迄站                                                                                                  |  |
|      | 能源線 | 路易斯農場                        | 史特拉瑟恩（經史東尼平原路、愛德蒙頓市中心、艾伯塔大學、舊斯特拉寇納和邦尼杜恩，並預計延伸至舍伍德公園) |  |
|      | 節慶線 | 史特拉瑟恩 (預計延伸至舍伍德公園) | 米爾伍茲站（經愛德蒙頓市中心、艾伯塔大學、舊斯特拉寇納和邦尼杜恩)                                       |  |

## 安全问题
所有轻轨列车站都由闭路电视摄像头监控。所有列车都配备了操作员警报系统，允许乘客在紧急情况下联系列车操作员。同样，所有站点都配备了蓝色紧急求助电话，可与ETS Security联系。车站由公交和平官员巡逻。
尽管有安全措施，但在列车或车站发生了多起事件。截至2008年，有328起针对交通设施的人员犯罪被报告。
一些最严重的事件包括：
- 1988年，在邱吉爾站洗手间内有一名妇女被勒死。[10]
- 2010年，在體育館站有一名23歲的女子被枪杀身亡。[10]
- 2012年，行驶在體育館站和Belvedere站之间的轻轨上有一名男子被殴打致死。[11]
- 2012年，一名49歲男子在邱吉爾站被兩名男性跟蹤進入輕軌月台，随后遭到毆打並被扔到輕軌軌道上。[12]
- 2018年，在South Campus/Fort Edmonton Park站有一名男子被刺伤。[13]
- 2021年，在大學站，一名男性中國留學生遭到袭击并被刺伤。[14]
- 2022年4月，在醫學中心/禧年站，一名年迈妇女遭到袭击并被推入轨道上。[15]
- 2022年6月，在邱吉爾站附近，警察击毙了一名持枪嫌犯。[16]
- 2022年9月，埃德蒙顿东北部，一位骑自行车的人卷入了一场与LRT之间的摩擦，被疾驰而来的LRT卷入，当场身亡。克萊爾維尤站和Belvedere站两站之间的LRT关闭了一段时间。[17]
- 2023年7月，在Belvedere站，一名男子被刺死，他是52岁的丈夫和7个孩子的父亲。[18]
- 2023年11月，一名55歲婦女在競技場站被兩名12歲女童毆打至昏迷。[19]
- 2024年3月，兩名分別爲30歲與35歲的男子在Belvedere站被一位37歲男子刺傷。[20]
- 2025年1月，一名13歲的男孩在麥克伊文站被多人刺死.[21]

## 使用車輛
| 圖片      | 出廠           | 型號                   | 編號      | 數量 | 日期   | 日期   | 資料來源                    |
| 圖片      | 出廠           | 型號                   | 編號      | 數量 | 購入   | 始服務 | 資料來源                    |
| --------- | -------------- | ---------------------- | --------- | ---- | ------ | ------ | --------------------------- |
|           | 烏丁根車廂廠   | U2輕軌電車             | 1001–1014 | 37   | 1977年 | 1978年 | [ 22 ] [ 23 ] [ 24 ]        |
| 1015–1017 | 烏丁根車廂廠   | U2輕軌電車             | 1980年    | 37   |        |        | [ 22 ] [ 23 ] [ 24 ]        |
| 1018–1037 | 烏丁根車廂廠   | U2輕軌電車             | 1983年    | 37   |        |        | [ 22 ] [ 23 ] [ 24 ]        |
|           | 西門子鐵路系統 | 西門子 SD-160          | 1038–1074 | 57   | 2005年 | 2008年 | [ 24 ] [ 25 ] [ 26 ] [ 27 ] |
| 1075–1094 | 西門子鐵路系統 | 西門子 SD-160          | 2010年    | 57   | 2012年 |        | [ 24 ] [ 25 ] [ 26 ] [ 27 ] |
|           | 龐巴迪運輸     | Alstom Flexity Freedom | 1001–1026 | 26   | 2018年 | 2022年 | [ 28 ] [ 29 ]               |
|           | 現代Rotem      | 尚未公布               | 不適用    | 40   | 2021年 | 2025年 | [ 30 ]                      |

## 未來發展

### 河谷線西段（第二期）
市政府現正研究經西愛民頓商場前往路易斯莊園的輕鐵延綫方案，並於2008年3月3日發表建議走綫。延綫先於醫學中心/禧年站以南從現有輕鐵綫分支，經大學路地底的隧道再駁上橫越北沙斯克寸旺河的新建橋樑，在對岸沿87大道路面駛至劉易斯莊園。
ETS則於2009年9月3日發表另一項建議：延綫先從市中心沿104大道和石原大道往西延至156街，然後向南延至87大道，再向西延至路易斯莊園（Lewis Farms）。支持者認為此走綫進行潛力較大，而市議會亦於同年12月15日通過此方案。此項目有望於三年之内動工。
2018年11月1日，艾伯塔省政府宣佈為河谷線第二期工程撥款10.4億加元，向西延伸至劉易斯農場，預計竣工日期為2028年。

## 收費
愛民頓輕鐵採用ETS的公共交通收費架構，持有效輕鐵或巴士車票的乘客可於90分鐘內免費於該兩種交通工具之間轉乘。ETS現時每程劃一收費3.50元，而六歲以下兒童在付費成人陪同下可免費乘搭輕鐵及巴士。
乘客可購買一套10張的單程票、日票和月票，而長者亦可購買年票。ETS亦從2007年起與士達孔拿縣和聖亞爾伯特市的公車局聯手推出大學生優惠票；亞伯達大學和麥伊雲大學的學生若持有該票可於一個學期之内無限次乘搭該三個公車局的公共交通服務。麥伊雲大學的學生需每學期繳付90元以享用此優惠；亞伯達大學的學生每學期需繳付120元。
ETS曾於輕鐵啓用初期於各站設置出入閘機和派駐票務員，但為了節省人手而從1980年起將車站改為開放式設計，並不時派人在車上查票。未能出示有效車票的乘客可被罰款250元。

## 外部連結
- 愛民頓運輸服務網站 （页面存档备份，存于）
- 愛民頓市政府網站-輕鐵系統頁面

參見下屬（現存、計畫中）路線：都會線（Metro Line）／首都線（Capital Line）／河谷線（Valley Line）／能源線（Energy Line）／節慶線（Festival Line）